# Drüber
Drüber ist eine Ortschaft der Stadt Einbeck im südniedersächsischen Landkreis Northeim.

## Geographie
Das Dorf Drüber befindet sich im südlichen Teil der Stadt Einbeck. Es liegt zwischen dem Hauptort Einbeck und der Stadt Northeim, westlich der Leine und der Bundesstraße 3.
Seine Feldmark umfasst 356 ha. Die Leineniederung Salzderhelden liegt unmittelbar östlich. Nachbarorte sind im Norden Sülbeck, im Osten Hohnstedt, südlich Stöckheim und westlich Buensen.

## Geschichte
Erste urkundliche Erwähnung fand das Dorf im Jahr 1269 als das Kloster Amelungsborn den Zehnten in „Drubere“ erwarb.
Im Zuge der Gebietsreform in Niedersachsen, die am 1. März 1974 stattfand, wurde die zuvor selbständige Gemeinde Drüber durch Eingemeindung zur Ortschaft der Stadt Einbeck.

## Politik

### Ortsrat
Der Ortsrat, der die Ortschaften Drüber und Sülbeck gemeinsam vertritt, setzt sich aus neun Ratsmitgliedern zusammen. 
- Wgem. Für Drüber-Sülbeck: 9 Sitze

(Stand: Kommunalwahl 2021)

### Ortsbürgermeister
Der Ortsbürgermeister ist Andreas Mann (WG).
(Stand: Kommunalwahl 2021)

## Kultur und Sehenswürdigkeiten

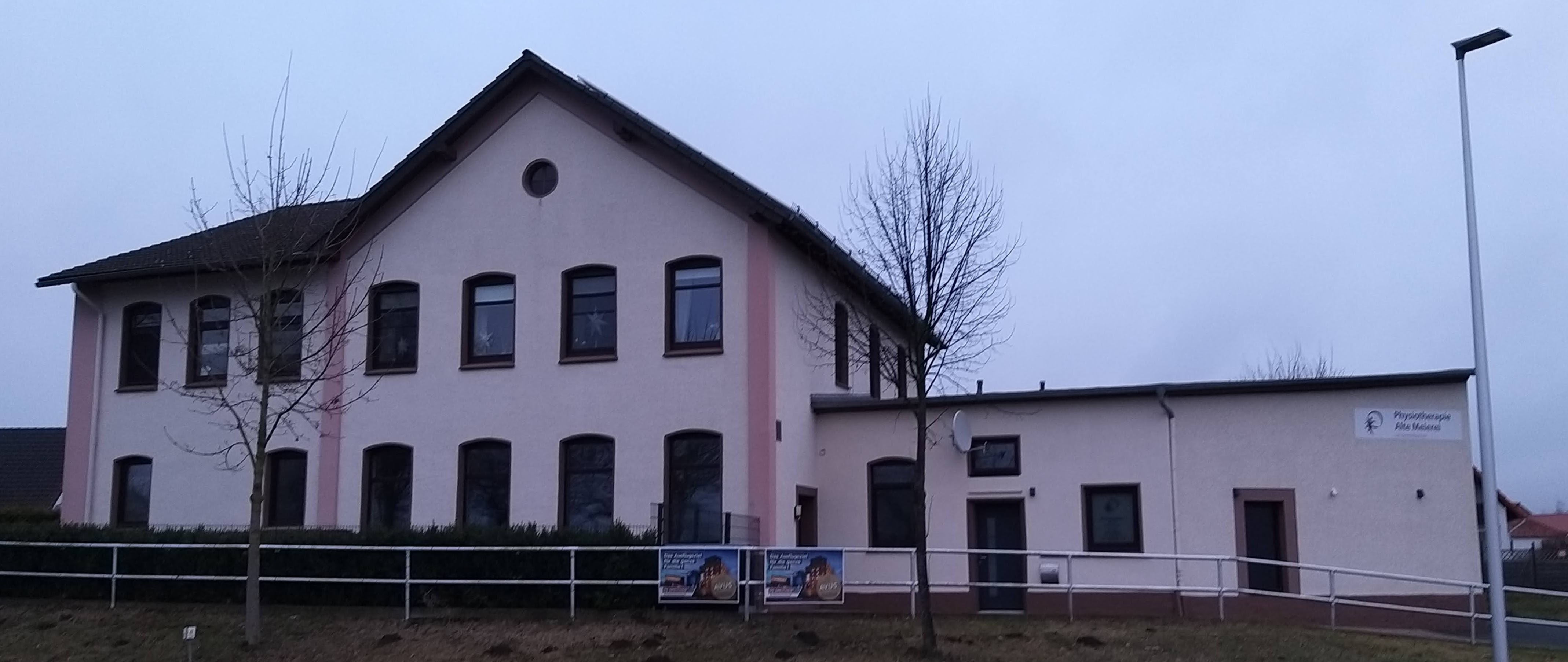
Die Alte Meierei

In den 1880er Jahren wurde das Gebäude der Molkerei errichtet, das ab 1976 als Restaurant Alte Meierei betrieben wurde und heute als Krankengymnastikpraxis Alte Meierei genutzt wird. Im Jahre 1934 wurde die Feuerwehr gegründet.